# Horsholm (vid Saverkeit, Houtskär)
Horsholm är en ö i Finland. Den ligger i landskapet Egentliga Finland, i den sydvästra delen av landet, 190 km väster om huvudstaden Helsingfors.
I övrigt finns följande på Horsholm:
- Hässleholm, Houtskär